# Johannes van Voorst

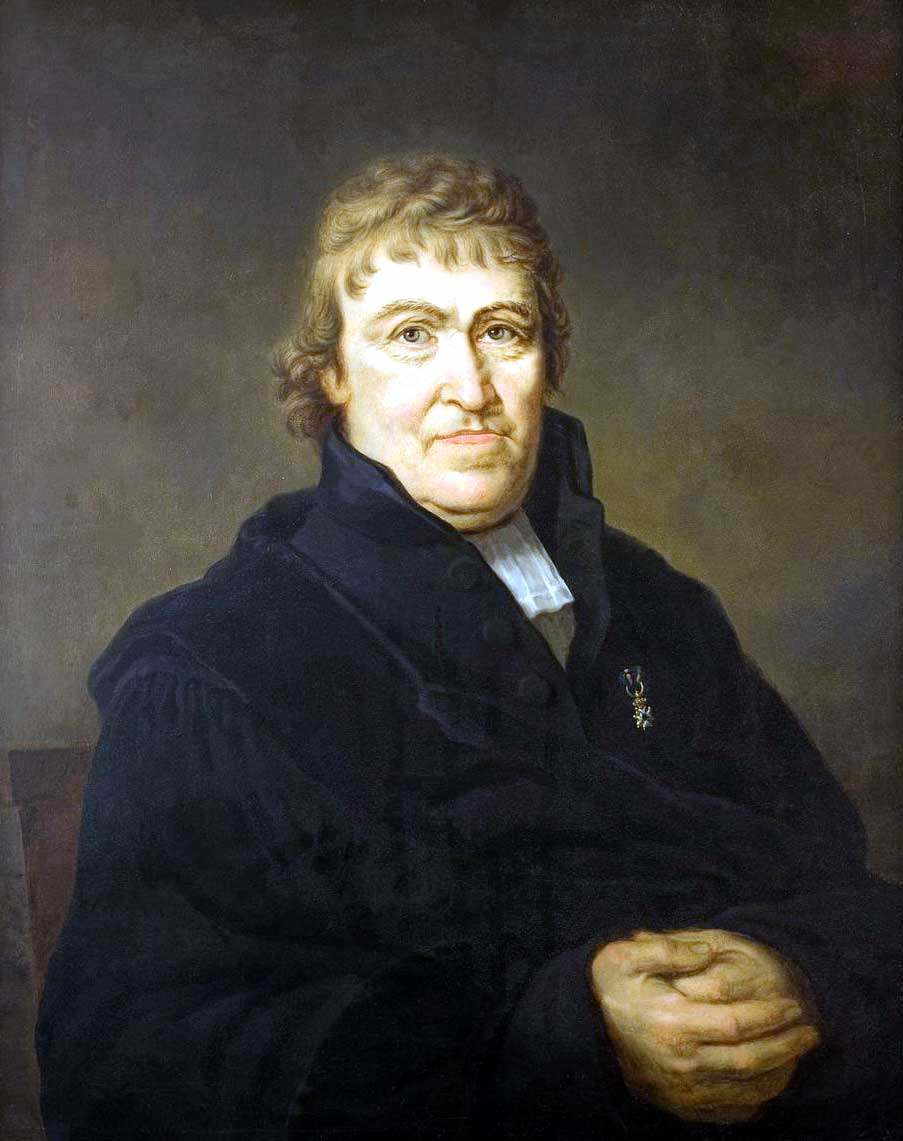
Johannes van Voorst

Johannes van Voorst (* 17. März 1757 in Delft; † 29. Juli 1833 in Leiden) war ein niederländischer reformierter Theologe, Kirchenhistoriker und Bibliothekar.

## Leben
Der Sohn des Schuhmachers Willem van Vorst und dessen Frau Magdalena van den Berg besuchte das Gymnasium seiner Geburtsstadt. Am 10. September 1773 immatrikulierte er sich an der Universität Leiden, um ein Studium der Theologie und orientalischen Sprachen zu absolvieren. Damals wurden für ihn prägende Lehrer in den klassischen Sprachen David Ruhnken sowie Lodewijk Caspar Valckenaer in den orientalischen Sprachen Jan Jacob Schultens. In der Philosophie war es Dionysius van de Wijnpersse und in der Theologie Aegidius Gillissen. Nachdem er 1778 in der Abhandlung Dissertatio phil. de notabili correctionum Masorethicarum genere, quod spectat loca controversa, ubi negativam in affirmativam, et affirmativam contra in negativam sententiam converti valunt sein Studiumwissen nachgewiesen hatte, ging er im gleichen Jahr als Pfarrer nach Hall bei Zutphen.
1780 zog er in gleicher Eigenschaft nach Wageningen und 1781 nach Zierikzee. Während jener Zeit beteiligte er sich als Autor an verschiedenen Themen zu Kirchenfragen. Hierbei wären unter anderem die Arbeiten Over de dwaasheid van het Scepticismus of der twijfelarij en de onbezonnenheid van het meesterachtig beslissen omtrent godsdienstige voorstellen, alsmede over den middenweg tusschen beide (Haarlem 1787), Over de allernaauwste betrekking en zeer heilzamen invloed van het geloof der Verborgenheden, en andere betwiste leerstukken op onze Gelukzaligheid (1787) und Over de echtheid en ongeschondenheid van Mattheus Evangelie en bijzonder over Matth. 28: 19 (1788) zu nennen. Am 20. Februar 1788 entschlossen sich die Kuratoren der Universität Franeker ihn zum Professor der Theologie und Kirchengeschichte zu berufen, wozu er am 3. März 1788 vom Senat der Hochschule die Ehrendoktorwürde der Theologie erhielt.
Das ihm übertragenen Amt übernahm er am 2. Juni 1788 mit der Rede de temporum nostrum ad promovandam religionis causam opportunitate (Franeker 1788). Nachdem er 1790/91 Rektor der Alma Mater geworden war, hielt er bei der Niederlegung der Aufgabe die Rektoratsrede de injusto theologiae ad scholae legem diligenter exactae contemtu (Franeker 1791). Am 25. Juni 1797 wurde er als Pfarrer nach Arnhem berufen, welchen Ruf er folgte. Am 20. März 1799 entschlossen sich die Kuratoren der Universität Leiden ihn auf den philosophischen Lehrstuhl, der Kirchengeschichte und Christentumslehre zu berufen, welches Angebot er am 1. Juni 1799 mit der Rede de Scriptorum veterum Christianorum studio prudenter et liberaliter excolendo (Leiden 1799) antrat. Am 10. April 1800 hatte er zudem die Vorlesungen zur Exegese vom Neuen Testament übertragen bekommen und wechselte am 15. Oktober 1803 in dieser Eigenschaft an die theologische Fakultät. Während jener Zeit entstand sein literarisches Hauptwerk Compendium Theologiae Christianae (Leiden 1808), welches 1814 und 1827 neue Auflagen erlebte. 1815–20 wurde er in Leiden Akademieprediger, 1816 Adjunkt des Universitätsbibliothekars und 1820 erster Bibliothekar der Einrichtung.
Zudem beteiligte er sich an den organisatorischen Aufgaben der Hochschule und war in den Jahren 1803/04, 1808/09 sowie 1816/17 Rektor der Alma Mater. Von 1804 bis 1818 hatte er als Direktor die Leitung des Waisenhauses in Leiden geleitet. 1803 wurde er Mitglied der Gesellschaft der niederländischen Literatur in Leiden, 1809 Mitdirektor der Gesellschaft zur Verteidigung der christlichen Religion in Den Haag (niederländisch: Haagsche Genootschap Tot Verdediging Van de Christelijke Godsdienst), elf Jahre lang war er Mitglied der Lesegesellschaft Miscens Utile Dulci, 1818–1834 bürgerliches Mitglied der Gesellschaft für Wohltätigkeit in Leiden, 1819 Mitglied der provinziellen Utrechtschen Gesellschaft der Künste und Wissenschaften (niederländisch: Provinciaal Utrechtsch genootschap van Kunsten en Wetenschappen (PUG)) und am 22. Februar 1824 Mitglied des königlich niederländischen Instituts der Wissenschaften. 1827 wurde er aus seiner Leidener Professur emeritiert und verbrachte seine letzten Lebensjahre am Ort seiner letzten Wirksamkeit.
1779 verheiratete er sich mit Henrika Amalia Noordink (* 1759 in Deventer; † 18. April 1840 in Leiden), die Tochter von Hendrik Noordink und Margaretha Bouwmeester. Aus der Ehe sind Kinder hervorgegangen. Man kennt den Sohn Willem Hendric van Voorst (* 17. September 1791 in Franeker; 24. November 1855 Haarlem) und die Tochter Adriana Magdalena van Voorst (* 14. November 1779).

## Werke
- Dissertatio philologica de notabili correctionum Massorethicorum genere, quod spectat loca controversa, ubi negativam in affirmativam, et affirmativam contra in negativam sententiam converti valunt. Leiden 1778
- Over de dwaasheid van het scepticisme of der twijfelarij en de onbezonnenheid van het meesterachtig beslissen omtrent godsdienstige voorstellen, alsmede over den middenweg tusschen beide. In: Teyler's Verhandelingen, VII. Haarlem 1787
- Over de allernaauwste betrekking en zeer heilzame invloed van het geloof der verborgenheden en andere betwiste leerstukken op onze gelukzaligheid. In: Verh. H. G. 1787
- Proeve over de egtheid en ongeschondenheid van Mattheus euangelie en bijzonder over Matth. 28 : 19. In: Verh. H.G. 1788; Den Haag-Amsterdam-Haarlem 1789
- Oratio de temporum nostrorum ad promovendam religionis causam opportunitate. Franeker 1788; niederländisch übersetzt: Amsterdam 1797
- Oratio de injusto theologiae ad scholae legem diligenter exactae contemtu. Franeker 1791
- Verhandeling ten betooge dat God eigenlijk gezegde straffen op de overtreding zijner wetten bedreigd heeft en dat Hij, als Rechter, de zonden dadelijk straft. In: Verh. H.G. 1794; Amsterdam-Den Haag 1796
- Oratio de scriptorum veterum Christianorum studio prudenter et liberaliter excolendo. Leiden 1799
- Verhandeling over de koninglijke waardigheid en opperheerschappij van Jesus Christus. In: Verh. H.G. 1798, Amsterdam 1799
- Oratio de J. A. Ernestio optimo post H. Grotium duce et magistro interpretum Novi Foederis. Leiden 1804
- Compendii theologiae christianae ordo et argumentum, pars theoretica. Leiden, 1808, 3. Bde.; 1827
- Oratio de populari religione christiana disciplinae ex legitimae Sacrorum Librorum interpretationis fonte praecipue haurienda. Leiden 1809
- Annotationum in loca selecta Novi Foederis tria specimina. Leiden, 1810–1812, 3. Teile
- Over eenige grondstellingen, die bij de voortgezette verdediging van den christelijken godsdienst moesten vaststaan (...). In: Verh. H.G. 1811
- Oratio de commodis atque emolumentis quae e singulari Principium Europaeorum in religione christiana his temporibus proitenda, consensu, sperare et augurare liceat. Leiden 1817
- Animadversiones de usu verborum cum praepositionibus comparativis in Novum Testamentum. Leiden 1818, 2. Teile; 1821
- Leerredenen bij bijzondere gelegenheden en eenige andere. Den Haag, 1819
- Over de steeds voortdurende behoefte van regte bijbelkennis (...). In: Verh. H.G. 1819
- Over de letterkundige verdiensten van Hugo de Groot. Amsterdam 1826
- Annotatio ad J. Chrysostomi selecta Graece et Latine, cum praefatione et annotationibus. Leiden, 1827, 2. Teile; 1830
- Oratio in memoriam beneficiorum Dei in mime re publico cum ecclesiastico turn academico, decem lustra feliciter gesto, in se collatorum solemniter celebravit. Leiden 1828